# Верђинето (Пезаро и Урбино)
Верђинето је насеље у Италији у округу Пезаро и Урбино, региону Марке.
Према процени из 2011. у насељу је живело 86 становника. Насеље се налази на надморској висини од 246 м.